# Азійський департамент
Азі́йський департа́мент — один із трьох департаментів Міністерства закордонних справ Російської імперії, котре займалося справами східних держав.
Створений іменним наказом імператора Олександра І 19 квітня 1819 року. Азійський департамент вів дипломатичне листування по справах котрі стосувалися азійських держав, а також Туреччини і Греції, займався політичними і торговельними відносинами з цими країнами, справами про їхніх підданих, котрі приїздили в Росії, а також справами місій та консульств в країнах цього регіону. Азійський департамент займався також з 1844 року управлінням казахами Великого і Малого жузів («Оренбурзькими киргизами» або «киргизами малої Орди» і «киргзиами Великої орди»). Департамент також відповідав за навчальний відділ східних мов, котрий займався підготовкою перекладачів та інших спеціалістів для дипломатичної роботи у східних країнах. У розпорядженні Азійського департаменту були перекладачі зі східних мов. Департамент складався із 3 відділів. 15.12.1897 року був перейменований у Перший департамент Міністерства іноземних справ, а листування зі східними державами перейшло у відомство Канцелярії Міністерства іноземних справ.
Директори Азійського департаменту:
- К. К. Родофінікін (1819—1837)
- Л. Г. Сенявін (1841—1848)
- Я. А. Дашко (1848—1852)
- М. І. Любімов (1852—1856)
- Є. П. Ковалевський (1856—1861)
- М. П. Ігнатьєв (1861—1864)
- П. М. Стрємоухов (1864—1875)
- М. К. Гірс (1875—1882)
- І. О. Зінов'єв (1882—1891)
- Д. О. Капніст (1891—1896)
- О. К. Базілі (1897-1900)
- М. Г. Гартвіг (1900-1906)
- Д. К. Сементовський-Курилло (1906-1907)
- К. Е. Аргіропуло